# Volta al País Basc 2015
La Volta al País Basc 2015 va ser la 55a edició de la Volta al País Basc. La cursa es disputà en sis etapes entre el 6 i l'11 d'abril de 2015, amb inici a Bilbao i final a Aia. Aquesta fou la novena prova de l'UCI World Tour 2015.
La victòria fou pel català Joaquim "Purito" Rodríguez (Team Katusha), el qual també guanyà dues etapes i la classificació dels punts. El "Purito" arribà igualat a temps amb el colombià Sergio Henao (Team Sky) a la darrera etapa, una contrarellotge individual pels voltants d'Aia de 18,3 quilòmetres, i amb nombroses pujades. L'acompanyaren al podi el colombià Sergio Henao (Team Sky) i el basc Ion Izagirre (Movistar Team).
En les altres classificacions, l'espanyol Omar Fraile (Caja Rural-Seguros RGA) guanyà una classificació de la muntanya, mentre la classificació dels esprints va anar a parar a mans del belga Louis Vervaeke (Lotto Soudal) i el Team Katusha va ser el millor equip.

## Equips participants
A la cursa hi prengueren part dinou equips, els disset amb llicència World Tour, i dos equips continentals professionals, el Caja Rural-Seguros RGA i el Cofidis.
| Núm.  | Codi | Equip                 |
| ----- | ---- | --------------------- |
| 1-8   | TCS  | Team Tinkoff-Saxo     |
| 11-18 | BMC  | BMC Racing Team       |
| 21-28 | SKY  | Team Sky              |
| 31-38 | MOV  | Movistar Team         |
| 41-47 | TGA  | Team Giant-Alpecin    |
| 51-58 | ALM  | AG2R La Mondiale      |
| 61-68 | OGE  | Orica-GreenEDGE       |
| 71-78 | IAM  | IAM Cycling           |
| 81-88 | TLJ  | Team LottoNL-Jumbo    |
| 91-98 | AST  | Astana Qazaqstan Team |

| Núm.    | Codi | Equip                  |
| ------- | ---- | ---------------------- |
| 101-107 | LTS  | Lotto Soudal           |
| 111-118 | EQS  | Etixx-Quick Step       |
| 121-128 | KAT  | Team Katusha           |
| 131-138 | LAM  | Lampre-Merida          |
| 141-148 | FDJ  | FDJ                    |
| 151-158 | TCG  | Cannondale-Garmin      |
| 161-168 | TFR  | Trek Factory Racing    |
| 171-178 | CJR  | Caja Rural-Seguros RGA |
| 181-188 | COF  | Cofidis                |

## Etapes
| Etapa    | Data       | Recorregut               |                           | Km    | Vencedor d'etapa        | Líder de la general     |
| -------- | ---------- | ------------------------ | ------------------------- | ----- | ----------------------- | ----------------------- |
| 1a etapa | 6 d'abril  | Bilbao - Bilbao          | Etapa de mitja muntanya   | 162,7 | Michael Matthews (AUS)  | Michael Matthews (AUS)  |
| 2a etapa | 7 d'abril  | Bilbao - Vitòria         | Etapa de mitja muntanya   | 174,4 | Fabio Felline (ITA)     | Michael Matthews (AUS)  |
| 3a etapa | 8 d'abril  | Vitòria - Zumarraga      | Etapa de mitja muntanya   | 170,7 | Joaquim Rodríguez (CAT) | Sergio Henao (COL)      |
| 4a etapa | 9 d'abril  | Zumarraga - Eibar/Arrate | Etapa de muntanya         | 162,2 | Joaquim Rodríguez (CAT) | Sergio Henao (COL)      |
| 5a etapa | 10 d'abril | Eibar - Aia              | Etapa de mitja muntanya   | 155,5 | Mikel Landa (ESP)       | Sergio Henao (COL)      |
| 6a etapa | 11 d'abril | Aia - Aia                | contrarellotge individual | 18,3  | Tom Dumoulin (NED)      | Joaquim Rodríguez (CAT) |

### Etapa 1
6 d'abril de 2015, Bilbao - Bilbao, 162,7 km
|    | Ciclista                 | Equip                 | Temps      |
| -- | ------------------------ | --------------------- | ---------- |
| 1  | Michael Matthews (AUS)   | Orica-GreenEDGE       | 3h 57' 07" |
| 2  | Michal Kwiatkowski (POL) | Etixx-Quick Step      | m. t.      |
| 3  | Ilnur Zakarin (RUS)      | Team Katusha          | m. t.      |
| 4  | Kévin Réza (FRA)         | FDJ                   | m. t.      |
| 5  | Tony Gallopin (FRA)      | Lotto Soudal          | m. t.      |
| 6  | Julien Simon (FRA)       | Cofidis               | m. t.      |
| 7  | Fabio Felline (ITA)      | Trek Factory Racing   | m. t.      |
| 8  | Valerio Agnoli (ITA)     | Astana Qazaqstan Team | m. t.      |
| 9  | Petr Vakoc (CZE)         | Etixx-Quick Step      | m. t.      |
| 10 | Daniel Moreno (ESP)      | Team Katusha          | m. t.      |

|    | Ciclista                 | Equip                 | Temps      |
| -- | ------------------------ | --------------------- | ---------- |
| 1  | Michael Matthews (AUS)   | Orica-GreenEDGE       | 3h 57' 07" |
| 2  | Michal Kwiatkowski (POL) | Etixx-Quick Step      | m. t.      |
| 3  | Ilnur Zakarin (RUS)      | Team Katusha          | m. t.      |
| 4  | Kévin Réza (FRA)         | FDJ                   | m. t.      |
| 5  | Tony Gallopin (FRA)      | Lotto Soudal          | m. t.      |
| 6  | Julien Simon (FRA)       | Cofidis               | m. t.      |
| 7  | Fabio Felline (ITA)      | Trek Factory Racing   | m. t.      |
| 8  | Valerio Agnoli (ITA)     | Astana Qazaqstan Team | m. t.      |
| 9  | Petr Vakoc (CZE)         | Etixx-Quick Step      | m. t.      |
| 10 | Daniel Moreno (ESP)      | Team Katusha          | m. t.      |

### Etapa 2
7 d'abril de 2015, Bilbao - Vitòria, 175,4 km
|    | Ciclista                 | Equip                  | Temps      |
| -- | ------------------------ | ---------------------- | ---------- |
| 1  | Fabio Felline (ITA)      | Trek Factory Racing    | 4h 32' 32" |
| 2  | Michael Matthews (AUS)   | Orica-GreenEDGE        | m. t.      |
| 3  | Tony Gallopin (FRA)      | Lotto Soudal           | m. t.      |
| 4  | Michal Kwiatkowski (POL) | Etixx-Quick Step       | m. t.      |
| 5  | Philippe Gilbert (BEL)   | BMC Racing Team        | m. t.      |
| 6  | Kévin Réza (FRA)         | FDJ                    | m. t.      |
| 7  | Julien Simon (FRA)       | Cofidis                | m. t.      |
| 8  | Pello Bilbao (ESP)       | Caja Rural-Seguros RGA | m. t.      |
| 9  | Valerio Agnoli (ITA)     | Astana Qazaqstan Team  | m. t.      |
| 10 | Gianni Meersman (BEL)    | Etixx-Quick Step       | m. t.      |

|    | Ciclista                 | Equip                  | Temps      |
| -- | ------------------------ | ---------------------- | ---------- |
| 1  | Michael Matthews (AUS)   | Orica-GreenEDGE        | 8h 29' 39" |
| 2  | Michal Kwiatkowski (POL) | Etixx-Quick Step       | m. t.      |
| 3  | Fabio Felline (ITA)      | Trek Factory Racing    | m. t.      |
| 4  | Tony Gallopin (FRA)      | Lotto Soudal           | m.t        |
| 5  | Kévin Réza (FRA)         | FDJ                    | m. t.      |
| 6  | Julien Simon (FRA)       | Cofidis                | m. t.      |
| 7  | Valerio Agnoli (ITA)     | Astana Qazaqstan Team  | m. t.      |
| 8  | Pello Bilbao (ESP)       | Caja Rural-Seguros RGA | m. t.      |
| 9  | Daniel Moreno (ESP)      | Team Katusha           | m. t.      |
| 10 | Petr Vakoc (CZE)         | Etixx-Quick Step       | m. t.      |

### Etapa 3
8 d'abril de 2015, Vitòria - Zumarraga, 170,7 km
|    | Ciclista                 | Equip                 | Temps      |
| -- | ------------------------ | --------------------- | ---------- |
| 1  | Joaquim Rodríguez (CAT)  | Team Katusha          | 4h 39' 02" |
| 2  | Sergio Henao (COL)       | Team Sky              | m. t.      |
| 3  | Nairo Quintana (COL)     | Movistar Team         | m. t.      |
| 4  | Michal Kwiatkowski (POL) | Etixx-Quick Step      | + 7"       |
| 5  | Rafał Majka (POL)        | Team Tinkoff-Saxo     | + 7"       |
| 6  | Michele Scarponi (ITA)   | Astana Qazaqstan Team | + 7"       |
| 7  | Samuel Sanchez (ESP)     | BMC Racing Team       | + 7"       |
| 8  | Simon Yates (GBR)        | Orica-GreenEDGE       | + 10"      |
| 9  | Simon Spilak (SLO)       | Team Katusha          | + 10"      |
| 10 | Tejay Van Garderen (USA) | BMC Racing Team       | + 10"      |

|    | Ciclista                 | Equip                 | Temps       |
| -- | ------------------------ | --------------------- | ----------- |
| 1  | Sergio Henao (COL)       | Team Sky              | 13h 08' 41" |
| 2  | Joaquim Rodríguez (CAT)  | Team Katusha          | m. t.       |
| 3  | Nairo Quintana (COL)     | Movistar Team         | m. t.       |
| 4  | Michal Kwiatkowski (POL) | Etixx-Quick Step      | + 7"        |
| 5  | Samuel Sanchez (ESP)     | BMC Racing Team       | + 7"        |
| 6  | Rafał Majka (POL)        | Team Tinkoff-Saxo     | + 7"        |
| 7  | Michele Scarponi (ITA)   | Astana Qazaqstan Team | + 7"        |
| 8  | Daniel Moreno (ESP)      | Team Katusha          | + 10"       |
| 9  | Alexis Vuillermoz (FRA)  | AG2R La Mondiale      | + 10"       |
| 10 | Tejay Van Garderen (USA) | BMC Racing Team       | + 10"       |

### Etapa 4
9 d'abril de 2015, Zumarraga - Eibar (Arrate), 162,2 km
|    | Ciclista                | Equip                 | Temps      |
| -- | ----------------------- | --------------------- | ---------- |
| 1  | Joaquim Rodríguez (CAT) | Team Katusha          | 4h 05' 10" |
| 2  | Bauke Mollema (NED)     | Trek Factory Racing   | m. t.      |
| 3  | Simon Yates (GBR)       | Orica-GreenEDGE       | m. t.      |
| 4  | Ion Izagirre (ESP)      | Movistar Team         | m. t.      |
| 5  | Sergio Henao (COL)      | Team Sky              | m. t.      |
| 6  | Michele Scarponi (ITA)  | Astana Qazaqstan Team | m. t.      |
| 7  | Nairo Quintana (COL)    | Movistar Team         | m. t.      |
| 8  | Ilnur Zakarin (RUS)     | Team Katusha          | m. t.      |
| 9  | Rui Costa (POR)         | Lampre-Merida         | m. t.      |
| 10 | Thibaut Pinot (FRA)     | FDJ                   | m. t.      |

|    | Ciclista                 | Equip                 | Temps       |
| -- | ------------------------ | --------------------- | ----------- |
| 1  | Sergio Henao (COL)       | Team Sky              | 17h 13' 51" |
| 2  | Joaquim Rodríguez (CAT)  | Team Katusha          | m. t.       |
| 3  | Nairo Quintana (COL)     | Movistar Team         | m. t.       |
| 4  | Michele Scarponi (ITA)   | Astana Qazaqstan Team | + 7"        |
| 5  | Bauke Mollema (NED)      | Trek Factory Racing   | + 10"       |
| 6  | Ilnur Zakarin (RUS)      | Team Katusha          | + 10"       |
| 7  | Tejay Van Garderen (USA) | BMC Racing Team       | + 10"       |
| 8  | Ion Izagirre (ESP)       | Movistar Team         | + 10"       |
| 9  | Simon Yates (GBR)        | Orica-GreenEDGE       | + 10"       |
| 10 | Simon Spilak (SLO)       | Team Katusha          | + 10"       |

### Etapa 5
10 d'abril de 2015, Eibar - Aia, 155,5 km
|    | Ciclista                | Equip                 | Temps      |
| -- | ----------------------- | --------------------- | ---------- |
| 1  | Mikel Landa (ESP)       | Astana Qazaqstan Team | 4h 06' 01" |
| 2  | Tim Wellens (BEL)       | Lotto Soudal          | + 3"       |
| 3  | Tom Danielson (USA)     | Cannondale-Garmin     | + 16"      |
| 4  | Rein Taaramäe (EST)     | Astana Qazaqstan Team | + 28"      |
| 5  | Tony Gallopin (FRA)     | Lotto Soudal          | + 38"      |
| 6  | Simon Yates (GBR)       | Orica-GreenEDGE       | + 53"      |
| 7  | Sergio Henao (COL)      | Team Sky              | + 56"      |
| 8  | Joaquim Rodríguez (CAT) | Team Katusha          | + 56"      |
| 9  | Tom Slagter (NED)       | Cannondale-Garmin     | + 1' 05"   |
| 10 | Alexis Vuillermoz (FRA) | AG2R La Mondiale      | + 1' 06"   |

|    | Ciclista                 | Equip                 | Temps       |
| -- | ------------------------ | --------------------- | ----------- |
| 1  | Sergio Henao (COL)       | Team Sky              | 21h 20' 48" |
| 2  | Joaquim Rodríguez (CAT)  | Team Katusha          | m. t.       |
| 3  | Simon Yates (GBR)        | Orica-GreenEDGE       | + 7"        |
| 4  | Nairo Quintana (COL)     | Movistar Team         | + 12"       |
| 5  | Michele Scarponi (ITA)   | Astana Qazaqstan Team | + 22"       |
| 6  | Simon Spilak (SLO)       | Team Katusha          | + 22"       |
| 7  | Ilnur Zakarin (RUS)      | Team Katusha          | + 28"       |
| 8  | Ion Izagirre (ESP)       | Movistar Team         | + 28"       |
| 9  | Tejay Van Garderen (USA) | BMC Racing Team       | + 36"       |
| 10 | Thibaut Pinot (FRA)      | FDJ                   | + 36"       |

### Etapa 6
11 d'abril de 2015, Aia - Aia, 18,3 km (contrarellotge individual)
|    | Ciclista                 | Equip                 | Temps   |
| -- | ------------------------ | --------------------- | ------- |
| 1  | Tom Dumoulin (NED)       | Team Giant-Alpecin    | 28' 46" |
| 2  | Joaquim Rodríguez (CAT)  | Team Katusha          | + 4"    |
| 3  | Ion Izagirre (ESP)       | Movistar Team         | + 5"    |
| 4  | Sergio Henao (COL)       | Team Sky              | + 17"   |
| 5  | Beñat Intxausti (ESP)    | Movistar Team         | + 21"   |
| 6  | Fabio Felline (ITA)      | Trek Factory Racing   | + 23"   |
| 7  | Nairo Quintana (COL)     | Movistar Team         | + 30"   |
| 8  | Rui Costa (POR)          | Lampre-Merida         | + 34"   |
| 9  | Rein Taaramäe (EST)      | Astana Qazaqstan Team | + 36"   |
| 10 | Michal Kwiatkowski (POL) | Etixx-Quick Step      | + 37"   |

|    | Ciclista                 | Equip                 | Temps       |
| -- | ------------------------ | --------------------- | ----------- |
| 1  | Joaquim Rodríguez (CAT)  | Team Katusha          | 21h 49' 38" |
| 2  | Sergio Henao (COL)       | Team Sky              | + 13"       |
| 3  | Ion Izagirre (ESP)       | Movistar Team         | + 29"       |
| 4  | Nairo Quintana (COL)     | Movistar Team         | + 38"       |
| 5  | Simon Yates (GBR)        | Orica-GreenEDGE       | + 46"       |
| 6  | Michele Scarponi (ITA)   | Astana Qazaqstan Team | + 1' 06"    |
| 7  | Rui Costa (POR)          | Lampre-Merida         | + 1' 14"    |
| 8  | Michal Kwiatkowski (POL) | Etixx-Quick Step      | + 1' 15"    |
| 9  | Ilnur Zakarin (RUS)      | Team Katusha          | + 1' 25"    |
| 10 | Thibaut Pinot (FRA)      | FDJ                   | + 1' 33"    |

## Classificacions finals

### Classificació general
|    | Ciclista                 | Equip                 | Temps       |
| -- | ------------------------ | --------------------- | ----------- |
| 1  | Joaquim Rodríguez (CAT)  | Team Katusha          | 21h 49' 38" |
| 2  | Sergio Henao (COL)       | Team Sky              | + 13"       |
| 3  | Ion Izagirre (ESP)       | Movistar Team         | + 29"       |
| 4  | Nairo Quintana (COL)     | Movistar Team         | + 38"       |
| 5  | Simon Yates (GBR)        | Orica-GreenEDGE       | + 46"       |
| 6  | Michele Scarponi (ITA)   | Astana Qazaqstan Team | + 1' 06"    |
| 7  | Rui Costa (POR)          | Lampre-Merida         | + 1' 14"    |
| 8  | Michal Kwiatkowski (POL) | Etixx-Quick Step      | + 1' 15"    |
| 9  | Ilnur Zakarin (RUS)      | Team Katusha          | + 1' 25"    |
| 10 | Thibaut Pinot (FRA)      | FDJ                   | + 1' 33"    |

### Classificacions secundàries
|   | Ciclista                 | Equip                   | Punts |
| - | ------------------------ | ----------------------- | ----- |
| 1 | Joaquim Rodríguez (CAT)  | Omega Pharma-Quick Step | 78    |
| 2 | Michał Kwiatkowski (POL) | Etixx-Quick Step        | 62    |
| 3 | Sergio Henao (COL)       | Team Sky                | 55    |

|   | Ciclista               | Equip                  | Punts |
| - | ---------------------- | ---------------------- | ----- |
| 1 | Omar Fraile (ESP)      | Caja Rural-Seguros RGA | 81    |
| 2 | Amets Txurruka (ESP)   | Caja Rural-Seguros RGA | 45    |
| 3 | Thomas Danielson (USA) | Cannondale-Garmin      | 33    |

|   | Ciclista               | Equip                  | Punts |
| - | ---------------------- | ---------------------- | ----- |
| 1 | Louis Vervaeke (BEL)   | Lotto Soudal           | 12    |
| 2 | Omar Fraile (ESP)      | Caja Rural-Seguros RGA | 11    |
| 3 | Thomas Danielson (USA) | Cannondale-Garmin      | 10    |

|   | Equip           | País         | Temps       |
| - | --------------- | ------------ | ----------- |
| 1 | Team Katusha    | Rússia       | 65h 31' 56" |
| 2 | BMC Racing Team | Estats Units | 3' 09"      |
| 3 | Movistar Team   | Espanya      | 3' 16"      |

### UCI World Tour
La Volta al País Basc atorga punts per l'UCI World Tour 2015 sols als ciclistes dels equips de categoria ProTeam.
| Posició               | 1r  | 2n | 3r | 4t | 5è | 6è | 7è | 8è | 9è | 10è |
| Classificació general | 100 | 80 | 70 | 60 | 50 | 40 | 30 | 20 | 10 | 4   |
| Per etapa             | 6   | 4  | 2  | 1  | 1  |    |    |    |    |     |

| # | Ciclista                 | Equip                 | Punts |
| - | ------------------------ | --------------------- | ----- |
| 1 | Joaquim Rodríguez (CAT)  | Team Katusha          | 116   |
| 2 | Sergio Henao (COL)       | Team Sky              | 86    |
| 3 | Ion Izagirre (ESP)       | Movistar Team         | 73    |
| 4 | Nairo Quintana (COL)     | Movistar Team         | 62    |
| 5 | Simon Yates (GBR)        | Orica-GreenEDGE       | 52    |
| 6 | Michele Scarponi (ITA)   | Astana Qazaqstan Team | 40    |
| 7 | Rui Costa (POR)          | Lampre-Merida         | 30    |
| 8 | Michał Kwiatkowski (POL) | Etixx-Quick Step      | 26    |
| 9 | Ilnur Zakarin (RUS)      | Team Katusha          | 12    |

## Evolució de les classificacions
| Etapa | Vencedor          | Classificació general | Classificació per punts | Classificació de la muntanya | Classificació de les metes volants | Classificació per equips |
| ----- | ----------------- | --------------------- | ----------------------- | ---------------------------- | ---------------------------------- | ------------------------ |
| 1     | Michael Matthews  | Michael Matthews      | Michael Matthews        | Omar Fraile                  | Omar Fraile                        | Etixx-Quick Step         |
| 2     | Fabio Felline     | Michael Matthews      | Michael Matthews        | Amets Txurruka               | Louis Vervaeke                     | Etixx-Quick Step         |
| 3     | Joaquim Rodríguez | Sergio Henao          | Michał Kwiatkowski      | Omar Fraile                  | Omar Fraile                        | Team Katusha             |
| 4     | Joaquim Rodríguez | Sergio Henao          | Michał Kwiatkowski      | Omar Fraile                  | Omar Fraile                        | Team Katusha             |
| 5     | Mikel Landa       | Sergio Henao          | Joaquim Rodríguez       | Omar Fraile                  | Louis Vervaeke                     | Team Katusha             |
| 6     | Tom Dumoulin      | Joaquim Rodríguez     | Joaquim Rodríguez       | Omar Fraile                  | Louis Vervaeke                     | Team Katusha             |
| Final | Final             | Joaquim Rodríguez     | Joaquim Rodríguez       | Omar Fraile                  | Louis Vervaeke                     | Team Katusha             |